# Erythronium grandiflorum
Erythronium grandiflorum är en liljeväxtart som beskrevs av Frederick Traugott Pursh. Erythronium grandiflorum ingår i Hundtandsliljesläktet och i familjen liljeväxter. Inga underarter finns listade.

## Bildgalleri

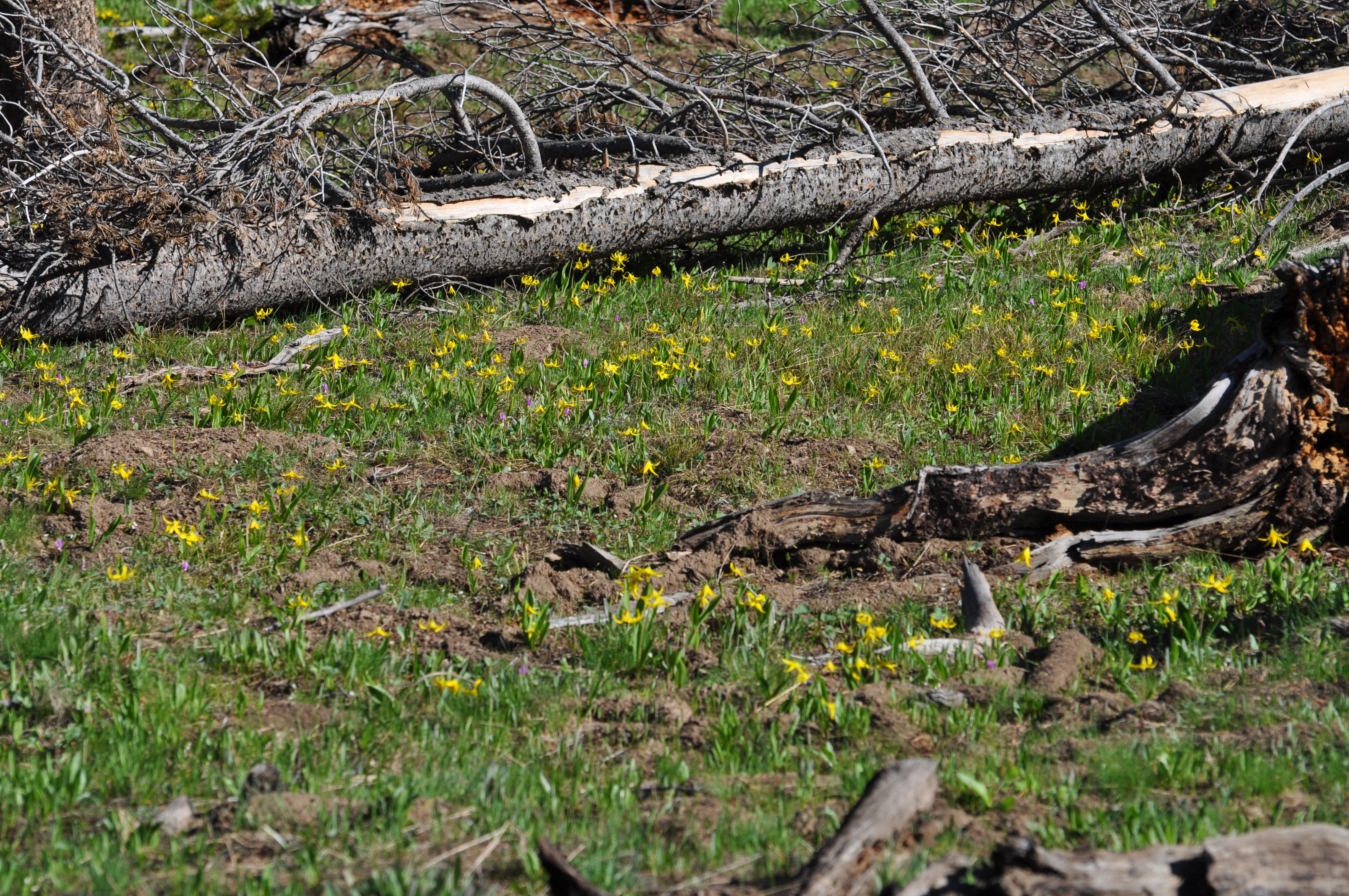